# Tonnerre mécanique
 (mai 2020).
Si vous disposez d'ouvrages ou d'articles de référence ou si vous connaissez des sites web de qualité traitant du thème abordé ici, merci de compléter l'article en donnant les références utiles à sa vérifiabilité et en les liant à la section « Notes et références ».
Tonnerre mécanique (Street Hawk) est une série télévisée américaine en treize épisodes diffusée entre le 4 janvier 1985 et le 16 mai 1985 sur le réseau ABC. La série est arrêtée au bout de 13 épisodes, faute d'audience.
En France, la série est diffusée à partir du 25 avril 1986 dans À fond la caisse sur La Cinq. Rediffusion sur Canal+, TF1, M6, RTL9, et à compter du 4 octobre 2009 sur Virgin 17.

## Synopsis
Pendant une poursuite, deux officiers de police, Jessie Mach (« Jesse Mach » en VO) et son partenaire, tombent dans un guet-apens. Blessé, Jessie s'en sort mais son collègue meurt.
Les talents de Jessie, passionné de moto, sont remarqués par Norman Tuttle, un agent fédéral travaillant pour une agence top secret du gouvernement des États-Unis. Ce dernier a mis au point une moto extrêmement sophistiquée, le « Tonnerre mécanique » (Street Hawk en VO). La moto devant être utilisée secrètement pour aider la police à combattre le crime, Tuttle embauche Mach avec obligation de garder son identité secrète quand celui-ci conduit le Tonnerre mécanique. Les deux protagonistes, dont les caractères sont très différents au début de la série, vont progressivement apprendre à mieux se connaître pour former une équipe étonnante et efficace.
Unique pilote de cette machine, Jessie Mach peut, avec celle-ci, franchir une trentaine de mètres dans les airs avec des fusées intégrées, attaquer et neutraliser un ennemi grâce au rayon laser et au lance-roquettes installés dans la moto, et atteindre de très hautes vitesses en activant l’« hyperboost ».
Au cours de ses missions, Mach est supervisé par Tuttle qui, depuis une salle de contrôle, surveille les fonctions techniques du Tonnerre mécanique et avertit Mach des dangers qu'il rencontre sur son chemin.
Dans les épisodes qui suivent le pilote de la série, on voit Jessie Mach menant une double vie : le jour en tant qu'agent des relations publiques de la police, et la nuit en tant que combattant du crime. Mais, pour les autorités, et notamment le commandant Leo Altobelli, qui est le supérieur hiérarchique de Mach au sein de la police, le « Tonnerre mécanique » est considéré comme un justicier hors-la-loi, et donc une source de gêne pour les relations publiques de la police. 
Chaque épisode de la série traite d'un crime ou d'une mission indépendante ; il n'y a pas d'arcs narratifs entre les épisodes.

## Distribution

### Personnages principaux
- Rex Smith (VF : Edgar Givry) : Jessie Mach (« Jesse Mach » en VO)
- Joe Regalbuto (VF : François Leccia) : Norman Tuttle
- Richard Venture (VF : Albert Augier) : Leo Altobelli
- Jeannie Wilson (de) (VF : Catherine Lafond) : Rachel Adams (épisodes 2 à 13)

### Invités vedettes (guest-stars)
- Lawrence Pressman : Thomas Miller (épisode 1)
- Robert Beltran : Marty Walsh (épisode 1)
- Christopher Lloyd : Anthony Corrido (épisode 1)
- George Clooney : Kevin Stark (épisode 2)
- Marjoe Gortner : Joseph Cannon (épisode 3)
- Nicholas Worth : Monsieur Girard (épisode 3)
- Bernard White : Bobby (épisode 3)
- Sybil Danning : Linda Martin (épisode 4)
- Leslie Bevis : Annie (épisode 4)
- Gregory Itzin : Harvey (épisode 4)
- James Whitmore Jr. : Neil Jacobs (épisode 5)
- Daphne Ashbrook : Deborah Shain (épisode 5)
- Kai Wulff : Bingham (épisode 5)
- Clu Gulager : Will Gassner (épisode 6)
- Earl Boen : Peter Reiger (épisode 6)
- Keye Luke : Monsieur Ming (épisode 7)
- Bianca Jagger : Simone Prevera (épisode 8)
- Charles Napier : John Slade (épisode 9)
- Joanna Kerns : Mona Williams (épisode 9)
- Belinda Montgomery : Stefanie Craig (épisode 10)
- M. C. Gainey : Frankie Monroe (épisode 11)
- Dennis Franz : Inspecteur Frank Menlo (épisode 12)
- Marc Alaimo : Phillip Truman (épisode 12)
- Robert Costanzo : Phil Simkins (épisode 13)
- Jayne Modean : Sandy McCoy (épisode 1)

## Épisodes
1. La Naissance du faucon (Street Hawk)
2. Visite imprévue (A second Self)
3. L'Accompagnateur (The adjustor)
4. Le Témoin (Vegas Run)
5. Deborah (Dog Eat Dog)
6. Chantage à l'assurance (Fire on the Wing)
7. Chinatown (Chinatown Memories)
8. Le Mercenaire (The Unskinnable 453)
9. Trafic (Hot Target)
10. Un livre Mortel (Murder is a Novel Idea)
11. Le Pur Sang (The Arabian)
12. L'Assassin (Female of the Species)
13. Insécurité (Follow the Yellow Gold Road)

## Commentaires
Cette série suit la même veine que les autres séries populaires similaires des années 1980, mettant en scène un véhicule futuriste pour combattre le crime : K 2000, Tonnerre de feu, Supercopter, Police 2000 ou encore Automan.

### Production
- Le titre américain de la série est Street Hawk, ce qui signifie littéralement « Faucon des Rues »[2] (à l'origine, elle devait s'appeler « Falconer »). L'avant de la moto a d'ailleurs une vague forme de tête de faucon.
- En raison d'une audience insuffisante, la série Tonnerre Mécanique fut arrêtée au bout de 13 épisodes.
- Le coût approximatif de chaque épisode de la série était de 850 000 dollars[2].
- Le producteur de la série, Burton Armus, trouvait l'acteur principal Rex Smith trop tendre pour le rôle de Jessie Mach, en comparaison des charismatiques David Hasselhoff et Jan-Michael Vincent qui au même moment triomphaient dans les séries K 2000 et Supercopter[2].
- La série a accueilli plusieurs guest stars (invités vedettes) qui sont par la suite devenus célèbres : George Clooney[2] (épisode « Visite imprévue », « A second self »), Joanna Kerns[2] et Charles Napier (épisode « Trafic »), Christopher Lloyd[2] (épisode pilote « La Naissance du faucon »), Gregory Itzin[2] (épisode « Le témoin ») et Dennis Franz (épisode « L'Assassin »).

### La moto « Tonnerre mécanique »
Comme toutes les machines high-tech de l'époque dans les séries similaires, la moto « Tonnerre mécanique » (Street Hawk en VO) intègre une technologie sans pareille ainsi qu'un armement complet, comprenant un laser, des mitrailleuses et un lance-roquettes.
Plus de 15 modèles du « Tonnerre Mécanique » ont été utilisés pour la série. Certains modèles n'étaient utilisés que pour les plans rapprochés, et d'autres pour les cascades. Quatorze des quinze modèles du « Tonnerre Mécanique » sont aujourd'hui introuvables. Le 15e a été acheté sur un site d'enchères en ligne par Chris Bromhan (un cascadeur de la série) pour 12 000 dollars. 
L'habillage pseudo-aérodynamique de la moto, imaginé par Andrew Probert (pour le pilote de la série) et Ron Cobb (pour la série), déguise trois modèles différents pour un total de 15 machines :
- une Honda XL 500 S de 1983, pour l'épisode pilote ;
- trois Honda XR 500 de 1984, pour les plans serrés et les détails ;
- onze Honda CR 250 de 1984, pour les cascades.

L'utilisation de motos de type cross/enduro a facilité la tâche des cascadeurs lors des courses poursuites, mais rendit improbable l'existence de ce « Tonnerre mécanique » censé évoluer à de très hautes vitesses, d'où un effet « bon marché » d'images accélérées lors de l'utilisation de l’« hyperboost ».
À l'image de la célèbre voiture Aston Martin gadgétisée de James Bond qui a inspiré la série K 2000, les créateurs de Tonnerre mécanique se sont inspirés de la fameuse super-moto du film de James Bond Jamais plus jamais (1983).[réf. souhaitée]

### Thème musical
La musique du générique est signée par Tangerine Dream. Il s'agit d'une version remixée du morceau Le Parc, issu de l'album du même nom, sorti en mai 1985.

## Produits dérivés

### DVD
- Royaume-Uni : le 22 mars 2010 chez l'éditeur Fabulous Films, en 4 DVD avec les 13 épisodes et en bonus un documentaire sur la création de la série, une galerie de photos, des biographies ainsi que des textes de présentation de chacune des histoires.
- États-Unis : le 13 juillet 2010, coffret 4 DVD chez l'éditeur Shout Factory.
- France : coffret 4 DVD avec VF + VO en images non remasterisées ; sorti le 24 octobre 2012 chez l'éditeur Elephant Films.